# Lutidinsäure
Lutidinsäure (Pyridin-2,4-dicarbonsäure) ist eine organische Verbindung, die zu den Heterocyclen (genauer: Heteroaromaten) zählt. Sie gehört zur Gruppe der Pyridindicarbonsäuren und besteht aus einem Pyridinring, der zwei Carboxygruppen in 2- und 4-Position trägt.